# هوانغوا
هوانغوا (بالصينية: 黄骅) هي مدينة من مدن الصين. يبلغ عدد سكانها 419700 نسمة. تبلغ مساحتها 1544 كم².

## المناخ
يظهر الجدول التالي التغييرات المناخية على مدار السنة لهوانغوا:
| البيانات المناخية لـهوانغوا        | البيانات المناخية لـهوانغوا | البيانات المناخية لـهوانغوا | البيانات المناخية لـهوانغوا | البيانات المناخية لـهوانغوا | البيانات المناخية لـهوانغوا | البيانات المناخية لـهوانغوا | البيانات المناخية لـهوانغوا | البيانات المناخية لـهوانغوا | البيانات المناخية لـهوانغوا | البيانات المناخية لـهوانغوا | البيانات المناخية لـهوانغوا | البيانات المناخية لـهوانغوا | البيانات المناخية لـهوانغوا |
| الشهر                              | يناير                       | فبراير                      | مارس                        | أبريل                       | مايو                        | يونيو                       | يوليو                       | أغسطس                       | سبتمبر                      | أكتوبر                      | نوفمبر                      | ديسمبر                      | المعدل السنوي               |
| ---------------------------------- | --------------------------- | --------------------------- | --------------------------- | --------------------------- | --------------------------- | --------------------------- | --------------------------- | --------------------------- | --------------------------- | --------------------------- | --------------------------- | --------------------------- | --------------------------- |
| الدرجة القصوى °م (°ف)              | 13.6 (56.5)                 | 21.8 (71.2)                 | 26.4 (79.5)                 | 32.7 (90.9)                 | 38.0 (100.4)                | 41.0 (105.8)                | 40.5 (104.9)                | 37.3 (99.1)                 | 34.9 (94.8)                 | 31.3 (88.3)                 | 23.4 (74.1)                 | 17.6 (63.7)                 | 41.0 (105.8)                |
| متوسط درجة الحرارة الكبرى °م (°ف)  | 1.9 (35.4)                  | 5.1 (41.2)                  | 11.6 (52.9)                 | 20.4 (68.7)                 | 26.4 (79.5)                 | 30.8 (87.4)                 | 31.4 (88.5)                 | 30.1 (86.2)                 | 26.5 (79.7)                 | 20.0 (68.0)                 | 11.0 (51.8)                 | 4.2 (39.6)                  | 18.3 (64.9)                 |
| المتوسط اليومي °م (°ف)             | −3.8 (25.2)                 | −1.1 (30.0)                 | 5.3 (41.5)                  | 13.8 (56.8)                 | 19.8 (67.6)                 | 24.8 (76.6)                 | 26.6 (79.9)                 | 25.6 (78.1)                 | 20.8 (69.4)                 | 13.9 (57.0)                 | 5.2 (41.4)                  | −1.4 (29.5)                 | 12.5 (54.5)                 |
| متوسط درجة الحرارة الصغرى °م (°ف)  | −8.2 (17.2)                 | −5.7 (21.7)                 | 0.2 (32.4)                  | 7.8 (46.0)                  | 13.8 (56.8)                 | 19.3 (66.7)                 | 22.4 (72.3)                 | 21.6 (70.9)                 | 15.9 (60.6)                 | 9.0 (48.2)                  | 0.7 (33.3)                  | −5.5 (22.1)                 | 7.6 (45.7)                  |
| أدنى درجة حرارة °م (°ف)            | −19 (−2)                    | −18.2 (−0.8)                | −16.5 (2.3)                 | −4.0 (24.8)                 | 4.5 (40.1)                  | 10.4 (50.7)                 | 15.0 (59.0)                 | 13.2 (55.8)                 | 6.1 (43.0)                  | −1.8 (28.8)                 | −12.0 (10.4)                | −18.7 (−1.7)                | −19 (−2)                    |
| الهطول مم (إنش)                    | 3.6 (0.14)                  | 5.1 (0.20)                  | 8.6 (0.34)                  | 20.3 (0.80)                 | 35.2 (1.39)                 | 82.2 (3.24)                 | 199.2 (7.84)                | 129.0 (5.08)                | 43.3 (1.70)                 | 23.9 (0.94)                 | 12.8 (0.50)                 | 4.5 (0.18)                  | 567.7 (22.35)               |
| متوسط أيام هطول الأمطار (≥ 0.1 mm) | 2.0                         | 2.4                         | 3.2                         | 4.7                         | 6.2                         | 8.4                         | 12.4                        | 9.9                         | 5.8                         | 4.8                         | 3.5                         | 2.0                         | 65.3                        |
| المصدر: Weather China              |                             |                             |                             |                             |                             |                             |                             |                             |                             |                             |                             |                             |                             |